# Impact Wrestling Zone
Impact Wrestling Zone é o apelido dado ao estúdio Soundstage 21 da Universal Studios Florida localizado em Orlando, Flórida. Foi a principal casa da Total Nonstop Action Wrestling entre os anos de 2004 e 2013.

## História
O Soundstage 21 já foi sede de eventos de outras duas empresas de wrestling profissional- a Extreme Championship Wrestling onde eram gravados o ECW on TNN. A outra empresa era a World Championship Wrestling. Eram gravados no Soundstage 21 os programas WCW Thunder e o WCW Saturday Night.
Nele também foram feitos episódios da série Nickelodeon GUTS, além de vários eventos de televisão.

### TNA (2004–2013)
Em maio de 2004, TNA anunciou que seus shows passariam a ser transmitidos do Soundstage 21. A Total Nonstop Action Wrestling nomeou sua nova casa de Impact Wrestling Zone, onde começaram a ser produzidos o programa semanal da companhia oImpact Wrestling e seus pay-per-views. O primeiro pay-per-view da companhia a ser televisionado fora de sua nova casa foi o Bound For Glory 2006 que foi transmitido de Detroit. O último show da TNA a ser exibido do Impact Wrestling Zone foi o episódio de 7 de março de 2013 do Impact Wrestling.